# Корделівка
Корде́лівка (до 1854 — Постолове) — село в Україні, у Калинівській міській громаді Хмільницького району Вінницької області. Населення становить 2 902 особи.

## Герб
У щиті, розтятому і перетятому лазуровим, зеленим, золотим і червоним, вузька хвилеподібна лазурова балка, завершена сріблом, поверх неї вузький срібний стовп. У першій частині золоте усміхнене сонце з шістнадцятьма такими ж променями, прямими і полум'яподібними поперемінно. У другій частині срібний буряк із зеленим листям, що супроводжується праворуч золотим колосом. У третій частині три зелені дерева з чорними стовбурами в понижений перев'яз справа. У четвертій частині срібні будівлі заводу.

## Історія
З XVII ст. Корделівка відома в числі вотчинних володінь польського коронного гетьмана Мартина Калиновського. Для захисту від повсталих селян гетьман спорудив земляні укріплення, залишки яких збереглися до наших днів.
Станом на 1885 рік у колишньому власницькому селі Калинівської волості Вінницького повіту Подільської губернії мешкало 1208 осіб, налічувалось 238 дворових господарств, існували православна церква, каплиця, 2 постоялих будинки, 2 водяних млини та бурякоцукровий завод.
1892 в селі існувало 242 дворових господарства, проживало 1510 мешканців.
За переписом 1897 року кількість мешканців зросла до 1828 осіб (900 чоловічої статі та 928 — жіночої), з яких 1748 — православної віри.
12 червня 2020 року, відповідно до Розпорядження Кабінету Міністрів України № 707-р, «Про визначення адміністративних центрів та затвердження територій територіальних громад Вінницької області», увійшло до складу Калинівської міської громади.
19 липня 2020 року, в результаті адміністративно-територіальної реформи і ліквідації Калинівського району, село увійшло до складу новоутвореного Хмільницького району.

## Економіка
В селі діє виноробня "Винний дім Гігінеішвілі" торгова марка Gigi Winery, яка займається переробкою винограду з південної Бесарабії (Одеської області) та планує завести власні виноградники у Могилів-Подільському районі.

## Населення

### Мова
Розподіл населення за рідною мовою за даними перепису 2001 року:
| Мова            | Кількість | Відсоток |
| --------------- | --------- | -------- |
| українська      | 2832      | 97.59%   |
| російська       | 59        | 2.03%    |
| вірменська      | 4         | 0.14%    |
| білоруська      | 1         | 0.03%    |
| румунська       | 1         | 0.03%    |
| інші/не вказали | 5         | 0.18%    |
| Усього          | 2902      | 100%     |

## Постаті
- Пилипчук Юрій Юрійович (1991—2014) — старший лейтенант Збройних сил України, учасник російсько-української війни.
- Синиця Іван Омелянович (1910—1976) — український радянський психолог і педагог.
- Марія Веркентін (1901—1944) — польський рентгенолог.

## Галерея

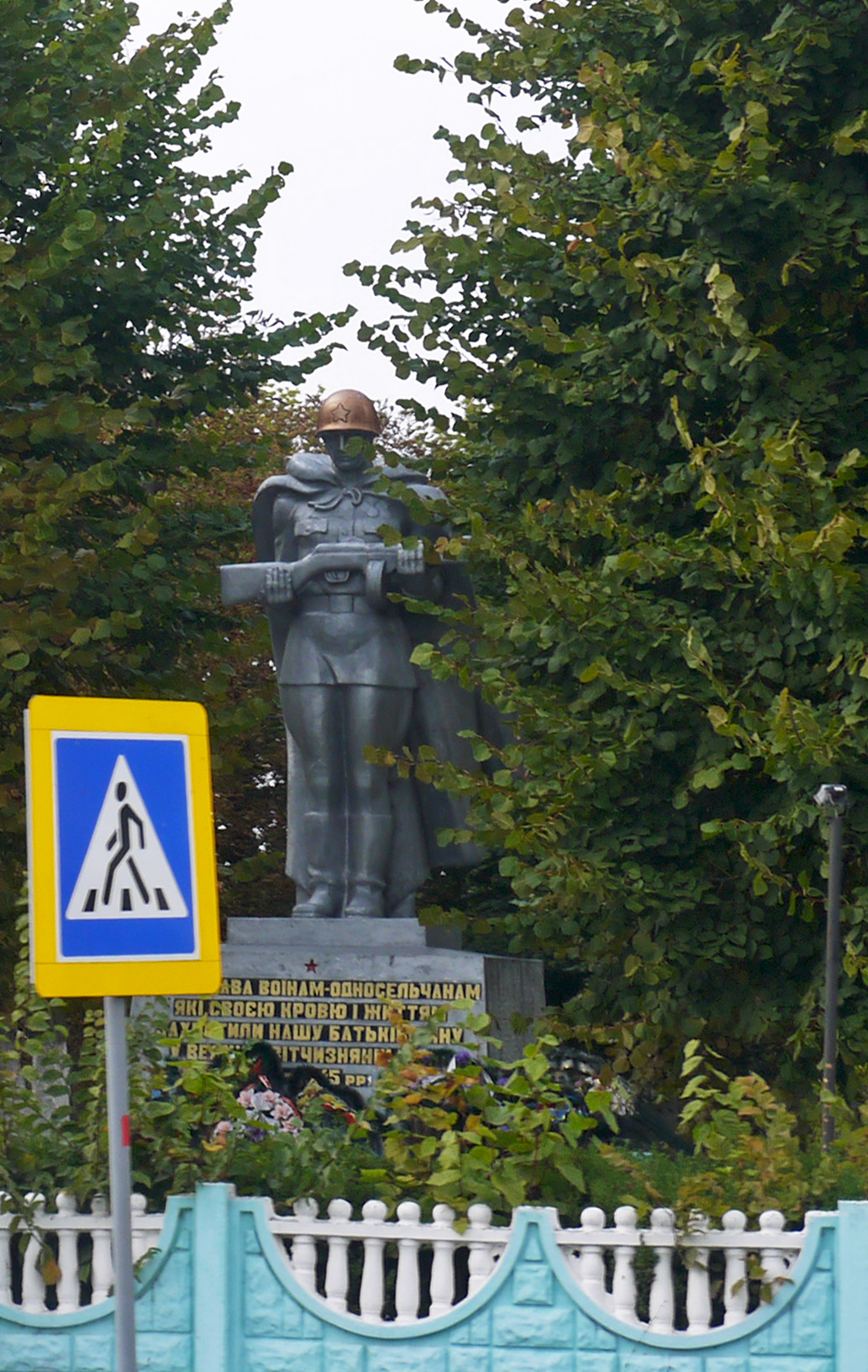
Меморіал загиблим у Другій світовій війні
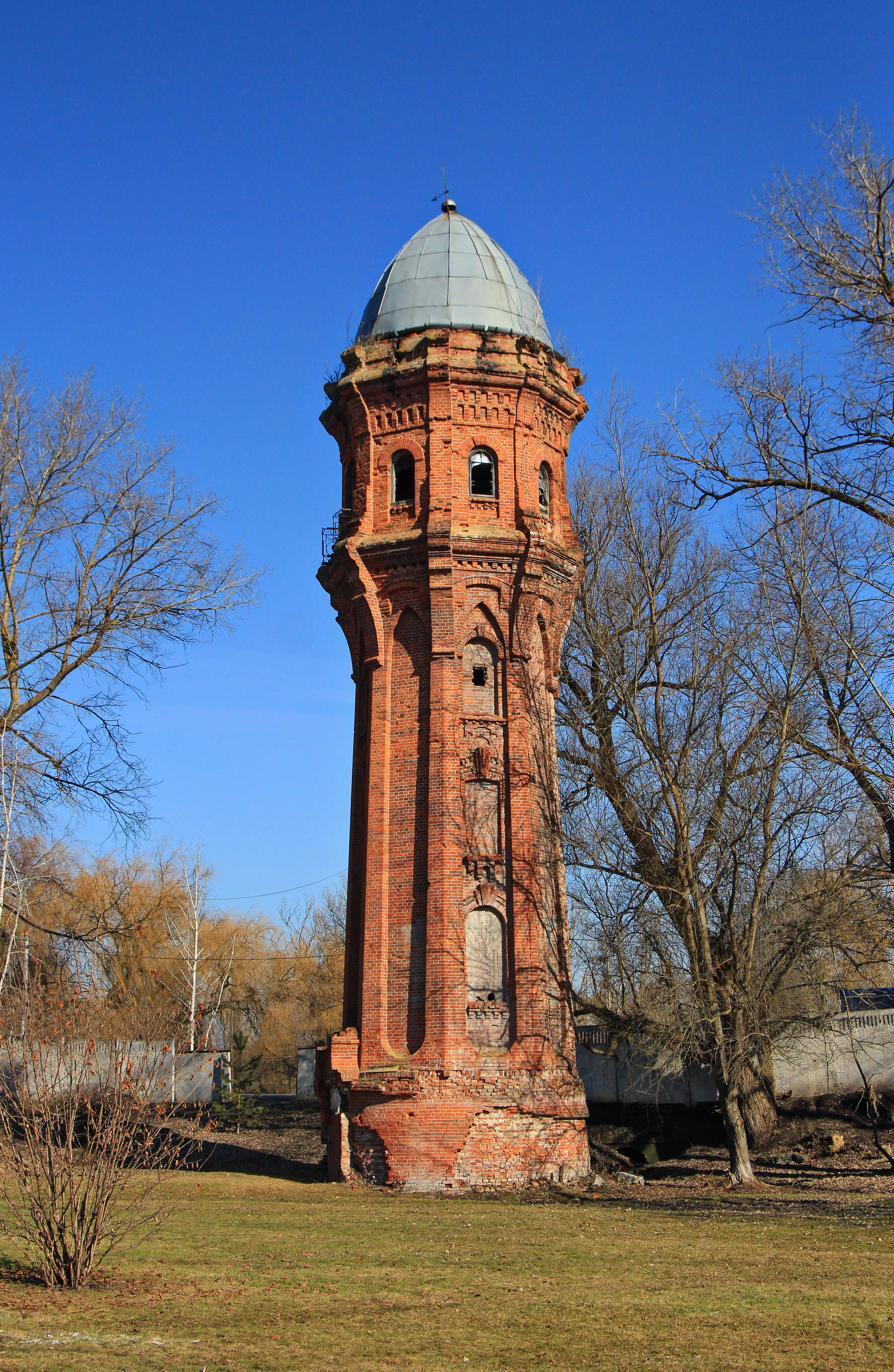
Водогінна вежа Корделівка